# Курганська ТЕЦ-1
Курганська ТЕЦ-1 — теплова електростанція у Курганській області Росії.
Перша черга ТЕЦ стала до ладу в 1956—1959 роках та мала чотири парові котли типу ТП-170-1 продуктивністю по 170 тонн пари на годину та три парові турбіни типу ВТ-25-4 потужністю по 25 МВт.
До 1962—1964 ввели в дію другу чергу із трьома паровими котлами типу БКЗ-210-140Ф продуктивністю по 210 тонн пари на годину та двома паровими турбінами від Ленінградського металічного заводу типу ПТ-60-130/13 потужністю по 60 МВт (за іншими даними, одна з турбін відносилась до типу Р-50-130 та мала потужність 50 МВт).
В 1975—1979 роках ввели в дію чотири парові котли типу БКЗ-420-140-4 продуктивністю по 420 тонн пари на годину та чотири парові турбіни від Уральського турбінного заводу типу 100/120-130 потужністю по 100 МВт (номери 6 — 9). Як наслідок, загальна потужність ТЕЦ досягнула 593 МВт при тепловій потужності у 1518 Гкал/год.
Для збільшення теплової потужності в 1972—1979 роках ввели в дію чотири водогрійні котли типу ПТВМ-100 продуктивністю по 100 Гкал/ год, а у 1985-му додали водогрійний котел типу КВГМ-100 тією саме продуктивністю 100 Гкал/ год.
У 1987 та 1989 роках запустили ще два парові котли типу БКЗ-420-140-5 продуктивністю по 420 тон пари на годину.
В 1992-му турбіну № 4 модернізували до рівня Р-30-130/13 зі зменшенням потужності до 30 МВт.
Станом на 1992 рік була демонтована остання з трьох застарілих турбін першої черги, проте її котли залишили та в 1993-му перетворили на водогрійні типу ВК-75 продуктивністю по 75 Гкал/ год.
З плином часу також вивели з експлуатації три парові котли другої черги. Є відомості, що наразі виведена з експлуатації турбіна № 4, а загальна потужність станції зменшилась до 450 МВт при тепловій потужності у 1317 Гкал/год.
Спершу станція працювала на вугіллі, а в 1988—1993 роках була переведена на природний газ, що надходить Кургану по газопроводах Кизилбай – Курган та Далматовська — Шуміха — Курган.
Для видалення продуктів згоряння призначено димар заввишки 270 метрів.
Воду для охолодження отримують з озера Орлово, яке створили за допомогою трьох кам'яно-накидних дамб із глиняним ядром та бетонної водозливної греблі. Озеро поповнюється атмосферними опадами та підкачуванням води з річки Тобол.
Видача продукції відбувається по ЛЕП, що працюють під напругою 110 кВ.